# Antennarius bermudensis
Antennarius bermudensis är en fiskart som beskrevs av Schultz, 1957. Antennarius bermudensis ingår i släktet Antennarius och familjen Antennariidae. Inga underarter finns listade i Catalogue of Life.